# Palau (Itálie)
Palau (sardinsky: Lu Palàu) je italská obec (comune) v provincii Sassari v regionu Sardinie. Nachází se ve výšce 5 metrů nad mořem a má přibližně 4 000 obyvatel. Rozloha obce je 44,44 km².